# Evil Player
Evil Playerは、音楽ファイルの再生やインターネットラジオの受信・録音が行える軽量なプレーヤーである。
インストーラファイルは 500kB弱程度と非常にコンパクトなプレーヤーで、音楽ファイルはMP3、WMA、WAV、Ogg Vorbisなど主要なフォーマットに対応する。インターネットラジオの受信再生や録音が行えるのも大きな特徴で、インターネットラジオ局の受信でよく用いられる .pls ファイルを開いて受信再生することができる。pls ファイルを使ったインターネットラジオ局では、たとえば、SHOUTcastなどの総合ディレクトリに多くのラジオ局が登録されている。
Evil Playerの画面はメニューバーをもたず、操作はすべてマウスの右クリックのメニューで行うやや特殊な操作系をもつ。インターネットラジオの受信は、Playlist→Load Playlistのメニューから pls ファイルをロードして、画面に表示された項目をダブルクリックすることで受信再生が開始される。
インターネットラジオの録音を行うことができ、保存したファイルをMP3プレーヤーなどのモバイルプレーヤーに転送して、オフラインで録音したファイルを聴くこともできる。